# Antsiva

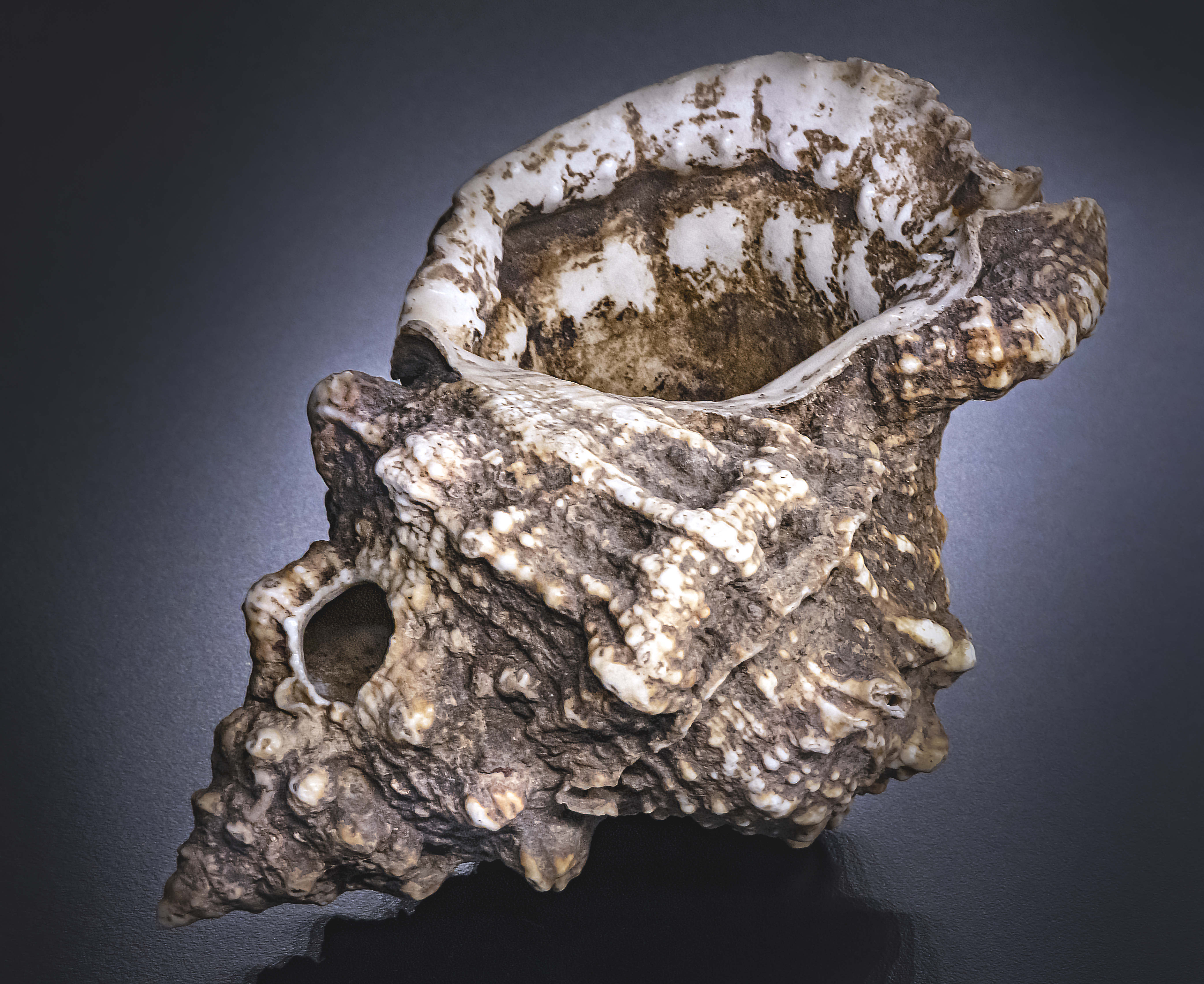
Conque d'appel, antsiva. Madagascar. Coquillage Etritonium gigas percé sur le côté. Muséum de Toulouse

L'antsiva, également appelé bankora, angaroa, antsiva-be, anjombe, maromogny, beabobo ou  maromena, est un instrument de musique malgache de la famille des aérophones. C'est une conque (Etritonium gigas) percée d'un unique trou latéral.
On distingue l'antsiva lahy (mâle) plus aigu et plus petit, de l'antsiva vavy (femelle) plus grave.
Il est joué exclusivement par les hommes pendant les cérémonies traditionnelles comme les Fitampoha, Sambatra et Tsangan-tsaina, il est alors  considéré en tant qu'objet sacré. Il sert aussi de signal, permet de donner l'alarme et transmettre des messages.